# Joseph Pascher
Joseph Pascher (* 26. September 1893 in Härtlingen; † 5. Juli 1979 in Wiesbaden) war ein deutscher Theologe, römisch-katholischer Liturgiewissenschaftler, Professor an der Ludwig-Maximilians-Universität München, Direktor des Georgianums und Konzilstheologe.

## Akademische Laufbahn
Nach Schulbesuch in Friedberg in Hessen, Oberlahnstein und Hadamar besuchte Pascher das Priesterseminar in Fulda. 1916 wurde er zum Priester geweiht. Im selben Jahr wurde er Mitglied der katholischen Studentenverbindung KDStV Hasso-Nassovia Frankfurt am Main im CV. Von 1916 bis 1920 war er Kaplan in Willmars. Zugleich studierte er für das Lehramt Mathematik, Orientalische Sprachen und Pädagogik und promovierte 1921 in Frankfurt am Main zum Dr. phil. Ab 1920 war er als Studienrat am städtischen Realgymnasium in Wiesbaden tätig. 1928 folgte seine Promotion zum Dr. theol. in Würzburg.
Nach seiner Habilitation in Fundamentaltheologie im Jahr 1929 war er Privatdozent für Apologetik an der Universität Würzburg. Nach Schließung der Würzburger Katholisch-Theologischen Fakultät wechselte er 1936 nach München, um einen Lehrauftrag für Religionspädagogik zu übernehmen. Als die Münchner Fakultät 1939 ebenfalls geschlossen wurde, nahm er 1940 einen Ruf an die Universität Münster als außerordentlicher Professor für Pastoraltheologie an, wurde dort 1945 Dekan der Katholisch-Theologischen Fakultät und 1946 ordentlicher Professor.
Ab Sommer 1946 war er Ordinarius für Liturgiewissenschaft, Homiletik und Pastoraltheologie in München und Direktor des Georgianums. In seiner Zeit in München war er zweimal Dekan der Fakultät und von 1958 bis 1959 Rektor der Ludwig-Maximilians-Universität. Joseph Pascher wurde 1960 emeritiert.
Zu Paschers Schülern zählt neben anderen bedeutenden Theologen auch Joseph Ratzinger.

## Nach der Emeritierung: Konzilsberater und Liturgiereformer
Nach Ende seiner universitären Arbeit war Pascher Mitglied der vorbereitenden Konzilskommission für liturgische Fragen des Zweiten Vatikanum und in dessen ersten beiden Sitzungsperioden theologischer Berater des Kardinals Julius Döpfner. Nach Ende des Konzils arbeitete er im Consilium zur Ausführung der Liturgiekonstitution an der Reform des Stundenbuchs und beriet die Deutsche Bischofskonferenz in Fragen der anstehenden Liturgiereform. Paschers Mitarbeit in der Liturgischen Kommission der Deutschen Bischofskonferenz, der er seit 1955 angehört hatte, endete zwar 1970, er wirkte jedoch weiter an Erneuerungen im deutschen Sprachraum mit.
Pascher starb 1979 an den Folgen eines Schlaganfalls; sein Grab liegt auf dem Münchner Waldfriedhof.

## Positionen zur Liturgie und zur Ökumene
Ein zentrales Anliegen Paschers war es, dass die Liturgie so angelegt ist, dass der Wechselbeziehung zwischen liturgischer und privater Frömmigkeit Rechnung getragen ist; dazu war die Liturgie aus Paschers Sicht mit der modernen Zeit in Einklang zu bringen.
In Bezug auf das Stundengebet zog er daraus die Folgerung, für die Brevierpflicht eine so weite Lockerung zu fordern, dass der Priester ihr nachkommen kann und dabei genug Freiraum und Zeit hat, sie sich zur eigenen inneren Erbauung gedeihen zu lassen – was gerade für den stark beanspruchten Seelsorger der modernen Zeit von besonderer Bedeutung sei. Aus ähnlichen Gründen sprach sich Pascher bereits 1958 für die Verwendung der Muttersprache in der Liturgie aus, um den Gläubigen das Problem des Verstehens der lateinischen Texte zu ersparen.
Mit Paschers zentralem Anliegen hing auch seine praktische Orientierung bei seinen Arbeiten zur Liturgie zusammen. Bei seiner Tätigkeit in der Übersetzung des Missale Romanum legte er Wert darauf, dass der Text vom Rhythmus her einer Vertonung nicht entgegensteht. Im Hinblick auf sein Alter räumte er ein, dass Vorschläge Jüngerer mit modernerer Sprachauffassung eventuell Vorrang haben könnten. Das von Pascher mitinitiierte und anfänglich unter seiner Schriftleitung stehende Liturgische Jahrbuch war zunächst dezidiert an den Fragen der Gottesdienstpraxis orientiert.
Paschers ökumenischen Arbeiten – bereits 1946 war er Mitglied im neugegründeten Ökumenischen Arbeitskreis – hatten die gleiche Wurzel in der Betonung der Glaubenspraxis: Er sprach sich für eine größere Einheitlichkeit bei Katholiken und Protestanten in der Glaubenspraxis aus, auch bei schwer überwindlichen Unterschieden in der Glaubenslehre, – etwa durch die Einheitsübersetzung der Bibel und einen einheitlichen Text des Vaterunsers.

## Ehrungen
- Päpstlicher Ehrenprälat
- Bayerischer Verdienstorden (1959)
- Großes Bundesverdienstkreuz
- Ordentliches Mitglied der Bayerischen Akademie der Wissenschaften (1966)

## Veröffentlichungen (Auswahl)
- Die plastische Kraft im religiösen Gestaltungsvorgang nach Joseph von Görres : Eine Studie zur Religionspsychologie. C. J. Becker, Würzburg 1928 (theologische Dissertation)
- Inwendiges Leben in der Werkgefahr. Erich Wewel Verlag, Krailling vor München 1940, 2., verb. Aufl. Erich Wewel, Freiburg i. Br. 1952
- Eucharistia. Gestalt und Vollzug. Aschendorff, Münster/Westfalen und Erich Wewel, Krailling vor München 1947, 2., verb. Aufl. Aschendorff, Münster/Westfalen und Erich Wewel, Freiburg i. Br. 1953.
- Form und Formenwandel sakramentaler Feier: Ein Beitrag zur Gestaltenlehre der heiligen Zeichen. Aschendorff, Münster 1949.
- Die Liturgie der Sakramente. Aschendorff, Münster 1951.
- Das liturgische Jahr, Hueber, München 1963.
- Das Dritte Reich, erlebt an drei deutschen Universitäten. In: Die deutsche Universität im Dritten Reich. Eine Vortragsreihe der Universität München. München 1966, S. 45–69.
- Wertung und Behandlung der Zeichen bei der Neuordnung der römischen Eucharistiefeier. Verlag der Bayerischen Akademie der Wissenschaft, München 1976.